# Junior Eurovisiesongfestival 2019
Het Junior Eurovisiesongfestival 2019 was de 17de editie van het liedjesfestival, dat werd gehouden in Polen, dat in 2018 het festival voor het eerst wist te winnen. Het was de eerste keer dat Polen het festival organiseerde. Het gastland won deze editie en werd daarmee het eerste land in de geschiedenis van het Junior Eurovisiesongfestival dat zijn titel wist te verlengen.
Er namen negentien landen deel aan het festival. Spanje keerde terug na een afwezigheid van dertien jaar. Azerbeidzjan en Israël trokken zich terug.

## Gastlocatie

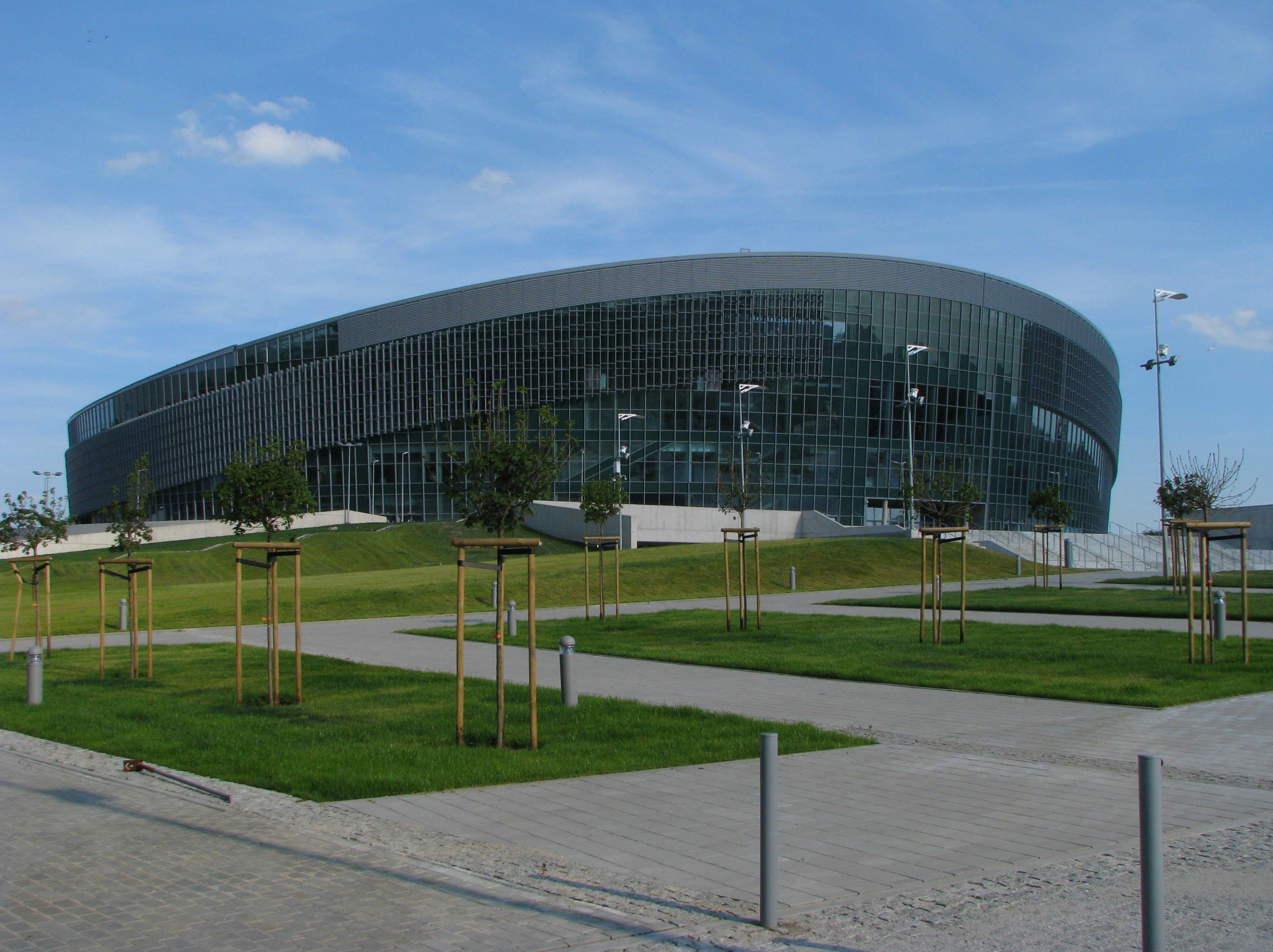
Presentatrice Arena Gliwice in Gliwice

Polen werd op 10 december 2018 aangeduid als gastland. Het was de eerste keer dat Polen het festival zou organiseren. Het land had met Roksana Węgiel de editie van 2018 gewonnen. Op 6 maart 2019 kondigde de EBU aan dat het festival zou plaatsvinden in de Gliwice Arena, een multifunctioneel sportstadion met een capaciteit van 17.000 mensen. Het was destijds van de grootste indoorarena's in Polen. Het was de zesde keer in de geschiedenis dat het winnende land het daarop volgende festival zou organiseren. Het thema van dit jaar was Share the Joy
Voordat Polen bevestigde dat het het festival wilde organiseren, toonden ook Armenië en Kazachstan interesse.

## Puntentelling

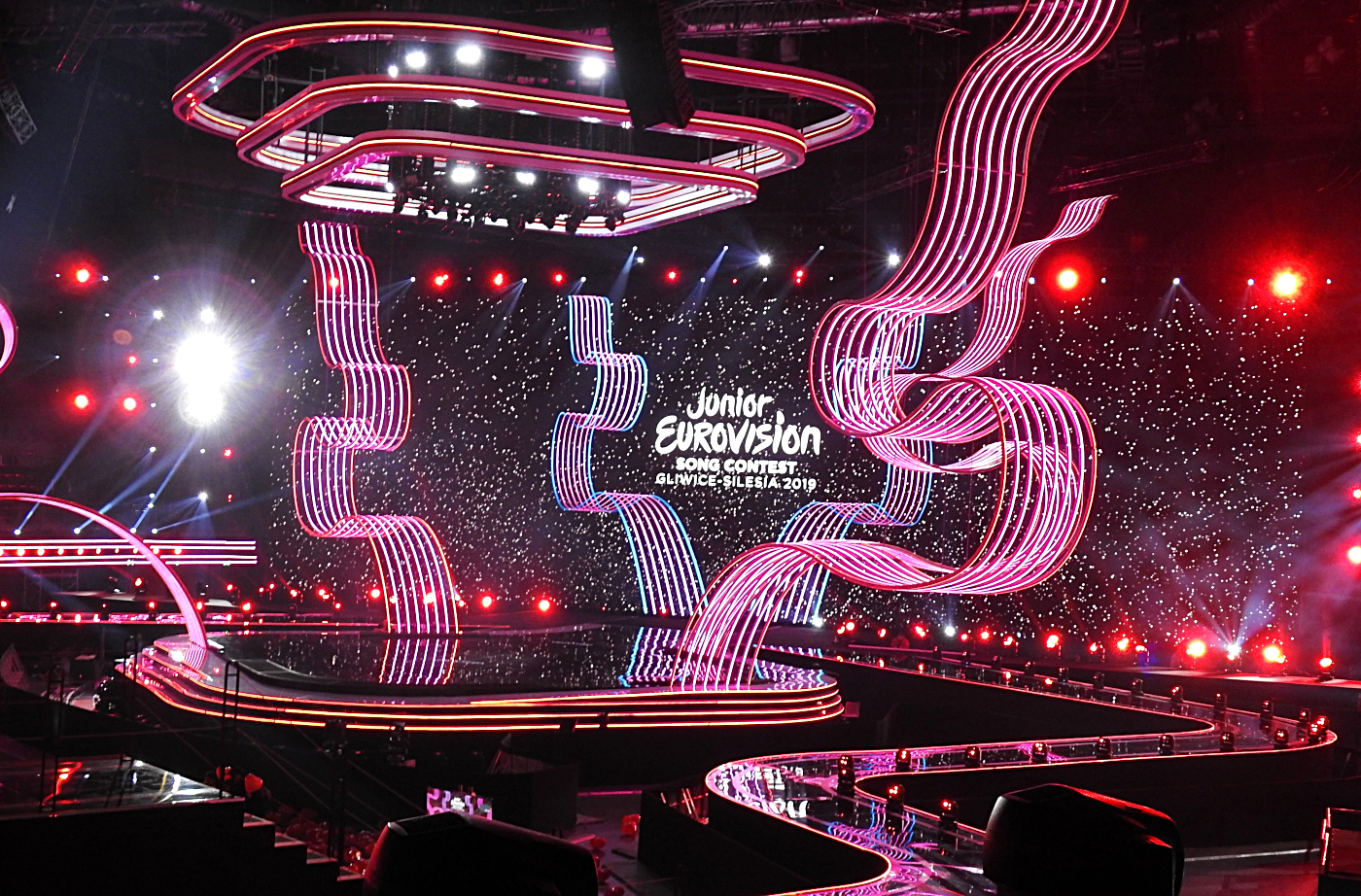
Het podium in de Gliwice Arena

De resultaten werden evenredig verdeeld door een professionele jury en een stemming online door het grote publiek. De eerste stemronde ging open op vrijdag 22 november, voor het stemmen werd er een overzicht gegeven van de repetities van de kandidaten. Deze ronde eindigde op 24 november, net voor aanvang van de show. De tweede stemronde ging open tijdens de liveshow. De kijker kreeg 15 minuten om zijn stem uit te brengen. De kiezer kon stemmen op 3, 4 of 5 landen. Ook kon iedereen stemmen voor zijn eigen land.

## Uitslag
| Nummer | Land            | Taal                  | Artiest                              | Lied                  | Punten |
| ------ | --------------- | --------------------- | ------------------------------------ | --------------------- | ------ |
| 1      | Polen           | Pools en Engels       | Viki Gabor                           | Superhero             | 278    |
| 2      | Kazachstan      | Kazachs en Engels     | Jerzjan Maksim                       | Armanyńnan qalma      | 227    |
| 3      | Spanje          | Spaans                | Melani García                        | Marte                 | 212    |
| 4      | Nederland       | Nederlands en Engels  | Matheu                               | Dans met jou          | 186    |
| 5      | Frankrijk       | Frans                 | Carla                                | Bim bam toi           | 169    |
| 6      | Noord-Macedonië | Macedonisch en Engels | Mila Moskov                          | Fire                  | 150    |
| 7      | Italië          | Italiaans en Engels   | Marta Viola                          | La voce della Terra   | 129    |
| 8      | Australië       | Engels                | Jordan Anthony                       | We will rise          | 121    |
| 9      | Armenië         | Armeens en Engels     | Karina Ignatyan                      | Colours of your dream | 115    |
| 10     | Servië          | Servisch en Engels    | Darija Vračević                      | Podigni glas          | 109    |
| 11     | Wit-Rusland     | Russisch en Engels    | Liza Misnikova                       | Pepelny               | 92     |
| 12     | Ierland         | Iers                  | Anna Kearney                         | Banshee               | 73     |
| 13     | Rusland         | Russisch en Engels    | Tanja Mezjentseva & Denberel Oorzjak | A time for us         | 72     |
| 14     | Georgië         | Georgisch en Engels   | Giorgi Rostiasjvili                  | We need love          | 69     |
| 15     | Oekraïne        | Oekraïens en Engels   | Sofia Ivanko                         | The spirit of music   | 59     |
| 16     | Portugal        | Portugees en Engels   | Joana Almeida                        | Vem comigo            | 43     |
| 17     | Albanië         | Albanees              | Isea Çili                            | Mikja ime fëmijëri    | 36     |
| 18     | Wales           | Welsh                 | Erin Mai                             | Calon yn curo         | 35     |
| 19     | Malta           | Engels en Maltees     | Eliana Gomez Blanco                  | We are more           | 29     |

| 1  | Kazachstan      | 148 | 1  | Polen           | 166 |
| 2  | Polen           | 112 | 2  | Spanje          | 104 |
| 3  | Spanje          | 108 | 3  | Frankrijk       | 84  |
| 4  | Nederland       | 105 | 4  | Nederland       | 81  |
| 5  | Noord-Macedonië | 100 | 5  | Kazachstan      | 79  |
| 6  | Frankrijk       | 85  | 6  | Italië          | 64  |
| 7  | Australië       | 82  | 7  | Servië          | 63  |
| 8  | Armenië         | 70  | 8  | Rusland         | 57  |
| 9  | Italië          | 65  | 9  | Noord-Macedonië | 50  |
| 10 | Servië          | 46  | 10 | Wit-Rusland     | 48  |
| 11 | Wit-Rusland     | 44  | 11 | Armenië         | 45  |
| 12 | Ierland         | 39  | 12 | Portugal        | 43  |
| 13 | Georgië         | 37  | 13 | Australië       | 39  |
| 14 | Oekraïne        | 28  | 14 | Ierland         | 34  |
| 15 | Rusland         | 15  | 15 | Georgië         | 32  |
| 16 | Wales           | 9   | 16 | Oekraïne        | 31  |
| 17 | Albanië         | 7   | 17 | Albanië         | 29  |
| 18 | Malta           | 2   | 18 | Malta           | 27  |
| 19 | Portugal        | 0   | 19 | Wales           | 26  |

## 12 punten

### Volwassenenjury
| Aantal keer 12 | Land            | Gekregen van                                                    |
| -------------- | --------------- | --------------------------------------------------------------- |
| 7              | Kazachstan      | Georgië, Nederland, Oekraïne, Polen, Servië, Wales, Wit-Rusland |
| 4              | Nederland       | Armenië, Australië, Frankrijk, Portugal                         |
| 2              | Polen           | Kazachstan, Spanje                                              |
| 2              | Spanje          | Albanië, Italië                                                 |
| 1              | Australië       | Rusland                                                         |
| 1              | Italië          | Ierland                                                         |
| 1              | Noord-Macedonië | Malta                                                           |
| 1              | Servië          | Noord-Macedonië                                                 |

## Wijzigingen

Deelnemende landen
Landen die in het verleden deelnamen, maar in 2019 afwezig waren

### Terugkerende landen
- Spanje: Spanje keerde terug na een afwezigheid van dertien jaar. Op 25 juni maakte de Spaanse omroep RTVE dit bekend.

### Terugtrekkende landen
- Azerbeidzjan: Azerbeidzjan trok zich in 2019 terug na een eenmalige terugkeer.
- Israël: Israël trok zich in 2019 terug na een eenmalige terugkeer.

Albanië · Armenië · Australië · Frankrijk · Georgië · Ierland · Italië · Kazachstan · Malta · Nederland · Noord-Macedonië · Oekraïne · Polen · Portugal · Rusland · Servië · Spanje · Wales · Wit-Rusland
2003 · 2004 · 2005 · 2006 · 2007 · 2008 · 2009 · 2010 · 2011 · 2012 · 2013 · 2014 · 2015 · 2016 · 2017 · 2018 · 2019 · 2020 · 2021 · 2022 · 2023 · 2024 · 2025

Zie ook: Eurovisiedansfestival · Eurovisiesongfestival · Eurovision Young Musicians · Eurovision Young Dancers · Eurovision Choir